# Capità (esport)

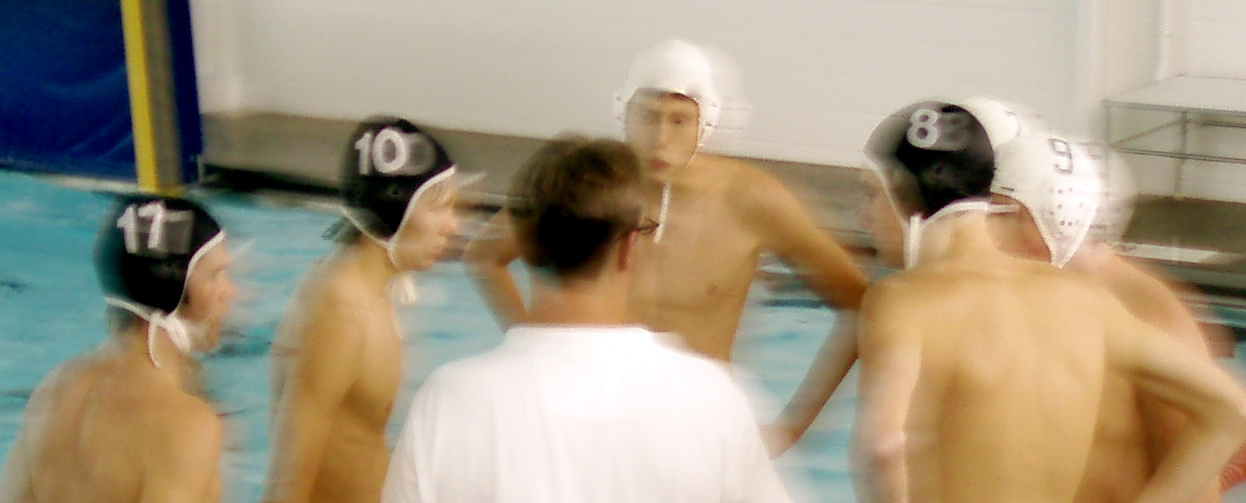
Reunió de capitans abans d'un partit de waterpolo

Un capità és un títol donat a un membre de l'equip en els esports col·lectius. El títol és sovint honorari, però en alguns casos el capità és el portaveu al terreny de joc o té responsabilitats en l'estratègia i el treball en equip a la pista durant el temps de joc. En el futbol associatiu i el cricket, un capità també és conegut com a patró.
Alguns dels millors capitans de la història són els que tenen els trets més subtils que calen per tenir èxit. De Sam Walker al seu llibre The Captain Class afirma que un capità és "el factor més important per a l'èxit d'un equip".
En alguns esports, els capitans poden tenir la responsabilitat de dirigir-se a l'àrbitre per fer observacions o demanar aclariments.
El capità participa en els sorteigs de camp o de sacada i firma l'acta del partit. En altres ocasions, com als equips de Copa Davis de tennis el capità no és un jugador, sinó una figura externa més pròxima a la d'un entrenador.